# Resolutie 607 Veiligheidsraad Verenigde Naties
Resolutie 607 van de Veiligheidsraad van de Verenigde Naties was de eerste VN-Veiligheidsraadsresolutie van 1988 en werd unaniem aangenomen op 5 januari. De Veiligheidsraad vroeg Israël geen Palestijnen meer te deporteren uit de bezette gebieden.

## Achtergrond
Tijdens de Zesdaagse Oorlog bezette Israël verschillende stukken grondgebied van zijn tegenstanders, waarvan het een deel annexeerde. Rond de jaarwisseling van 1988 brak geweld uit in de Gazastrook en de Westelijke Jordaanoever. Israël greep in met harde maatregelen. Eén daarvan was deportatie naar Zuidelijk Libanon. Dergelijke straf is echter in strijd met de internationale wet en de Vierde Geneefse Conventie in het bijzonder.

## Inhoud
De Veiligheidsraad:
- Herinnert aan resolutie 605.
- Is erg bezorgd over de situatie in de Palestijnse bezette gebieden.
- Is ingelicht over de Israëlische beslissing om de deportatie van Palestijnse burgers in de bezette gebieden voort te zetten.
- Herinnert aan de Geneefse Conventie betreffende de bescherming van burgers in oorlogstijd.

1. Bevestigt dat de Geneefse Conventie in de bezette gebieden van toepassing is.
2. Roept Israël op om geen Palestijnse burgers te deporteren in de bezette gebieden.
3. Verzoekt Israël met klem om de Vierde Geneefse Conventie na te leven.
4. Besluit de situatie in de Palestijnse en andere Arabische bezette gebieden, waaronder Jeruzalem, op de voet te volgen.

Lijst ·  607 ·  608 ·  609 ·  610 ·  611 ·  612 ·  613 ·  614 ·  615 ·  616 ·  617 ·  618 ·  619 ·  620 ·  621 ·  622 ·  623 ·  624 ·  625 ·  626